# 葛 (姓)
葛（かつ）は、漢姓の一つ。中国・朝鮮などに分布する。

## 中国の姓
2020年の中華人民共和国の統計では人数順の上位100姓に入っておらず、台湾の2018年の統計でも137番目に多い姓で、6,697人がいる。

### 著名な人物
- 葛洪 - 西晋・東晋の思想家。
- 葛優 - 中国の男性俳優。

## 朝鮮の姓
葛（かつ、カル、朝: 갈）は、朝鮮人の姓の一つである。

### 著名な人物
- 葛弘基 - 日本統治時代の朝鮮、韓国の政治家、外交官、牧師。
- 葛奉根 - 韓国の国会議員。
- カル・ソウォン - 韓国の子役。

### 氏族
本貫は22本が伝わるが、清州葛氏・楊州葛氏が大宗である。始祖は未詳で、多くの文献では葛成南が最初の葛氏と伝えるが、諸葛氏から派生したという説が一番有力である。諸葛氏の始祖は『三国志』の諸葛亮の父諸葛珪で彼の20代孫諸葛公巡が興徳王の時に新羅に帰化し、その後高麗高宗の時に泓・瀅の二人の兄弟が複姓をそれぞれ一つずつ分けて使う事にして、兄（諸泓）は諸氏、弟（葛瀅）は葛氏に分宗して葛氏が始まったと言う。『三国史記』に高句麗の長寿王の時の葛廬という武将が登場するが、今日の葛氏と同系なのかは確かではない。
2002年、南陽葛氏清州君派の1300余名は裁判を通じて諸葛氏に復姓した。
| 氏族（地域） | 創始者                                           | 人数（2015年） |
| ------------ | ------------------------------------------------ | -------------- |
| 開城葛氏     |                                                  | 17             |
| 慶山葛氏     |                                                  | 14             |
| 羅州葛氏     |                                                  | 13             |
| 南陽葛氏     | 諸葛亮の父の諸葛珪の20代子孫の諸葛公巡の子の葛瀅 | 453            |
| 端川葛氏     |                                                  | 20             |
| 達城葛氏     |                                                  | 35             |
| 大邱葛氏     |                                                  | 690            |
| 茂朱葛氏     |                                                  | 23             |
| 三果葛氏     |                                                  | 7              |
| 星山葛氏     |                                                  | 5              |
| 星州葛氏     |                                                  | 175            |
| 星川葛氏     |                                                  | 5              |
| 陽城葛氏     |                                                  | 10             |
| 寧海葛氏     |                                                  | 28             |
| 玉果葛氏     |                                                  | 11             |
| 全州葛氏     |                                                  | 7              |
| 青山葛氏     |                                                  | 7              |
| 清州葛氏     |                                                  | 278            |
| 忠州葛氏     |                                                  | 96             |
| 坡州葛氏     |                                                  | 9              |
| 坡平葛氏     |                                                  | 7              |
| 河源葛氏     |                                                  | 25             |
| 咸昌葛氏     |                                                  | 29             |
| 華山葛氏     |                                                  | 53             |
| 華安葛氏     |                                                  | 10             |
| 花園葛氏     |                                                  | 22             |

### 人口と割合
| 年度   | 人口    | 世帯数  | 順位         | 割合 |
| ------ | ------- | ------- | ------------ | ---- |
| 1930年 |         | 307世帯 |              |      |
| 1960年 | 1,837人 |         | 258姓中129位 |      |
| 1985年 |         | 737世帯 | 274姓中132位 |      |
| 2000年 | 3,178人 |         |              |      |
| 2015年 | 2,086人 |         |              |      |